# 张爱国 (1962年)
张爱国（1962年9月—），男性，湖北随州人，汉族，中华人民共和国政治人物。在职硕士研究生学历，经济学硕士学位，第十一届全国人民代表大会湖北地区代表。

## 生平
毕业于华中师范大学政治经济学专业。1982年9月参加工作，1986年7月加入中国共产党。曾经担任天门市政府副市长，中共天门市委常委、组织部部长，中共天门市委副书记、市纪委书记，中共天门市委副书记、市政府市长、市政协主席，中共天门市委书记、市人大常委会主任等职。2008年，当选为任全国人大代表，任期5年。2013年4月，转任湖北省粮食局局长、党组书记。2017年11月，调任中共荆门市委书记。
2020年2月26日，针对反映荆门市统计上报2月19日新冠肺炎确诊病例为“-107”的负数问题，湖北省纪委监委进行了调查核实，对负有领导责任的荆门市委书记张爱国予以诫勉。
2020年7月，不再担任中共荆门市委书记，调任湖北省委组织部常务副部长。
2022年1月，当选为湖北省人大常委会秘书长。